# Đakovica
Đakovica (albanski Gjakovë, turski Yakova) je grad na zapadnom dijelu Kosova.

## Stanovništvo
Prema popisu stanovništva iz 2011. godina, općina Đakovica ima 94.556 stanovnika od čega 40.827 stanovnika živi u gradu, te 53.729 na selu. Većina stanovništva su Albanci kojih ima 87.672, te Egipćani kojih ima 5.117, u općini živi još 738 Roma, 613 Aškalija,  73 Bošnjaka, 17 Srba, 16 Turaka,  13 Goranaca te ostali.
Većina stanovnika njih 77.299 su muslimani te 16.296 katolici.

## Gradovi prijatelji
- Skadar, Albanija
- Jamestown, New York, SAD
- Lodève, Francuska[2]

## Poznate ososbe
- Mira Kosovka, pjevačica.
- Ardian Kozniku
- Murteza Luzha
- Avni Mula (skladatelj i pjevač, otac operistice Inve Mule)
- Bekim Fehmiu
- Fadil Hoxha, političar
- Mahmut Bakalli
- Aleksandar Tijanić, srpski novinar